# Молдавија на Зимским олимпијским играма 1994.
Молдавија је као самостална земља дебитовала на Зимским олимпијским играма 1994. одржаним у Лилехамеру (Норвешка). Делегацију Молдавије, представљало је двоје такмичара који су се такмичили у биатлону.
Заставу Молдавије на церемонијама отварања Олимпијских игара 1994. носио је биатлонац Васил Георгу.
Олимпијски тим Молдавије је остао у групи екипа које нису освојиле ниједну медаљу.

## Учесници по спортовима
| Спорт     | Мушкарци | Жене | Укупно |
| --------- | -------- | ---- | ------ |
| Биатлон   | 1        | 1    | 2      |
| Укупно(1) | 1        | 1    | 2      |

## Биатлон

### Мушкарци
| Такмичар     | Дисциплина  | Резултати | Резултати | Резултати | Резултати     | Детаљи |
| Такмичар     | Дисциплина  | Време     | Промашаји | Заостатак | Пласман/учес. | Детаљи |
| ------------ | ----------- | --------- | --------- | --------- | ------------- | ------ |
| Васил Георгу | Спринт      | 34:48,0   | 3         | +8:47,0   | 68 / 68       |        |
| Васил Георгу | Појединачно | 1:16:30,4 | 9         | +18:05,1  | 70 / 70       |        |

### Жене
| Такмичар       | Дисциплина  | Резултати | Резултати | Резултати | Резултати     | Детаљи |
| Такмичар       | Дисциплина  | Време     | Промашаји | Заостатак | Пласман/учес. | Детаљи |
| -------------- | ----------- | --------- | --------- | --------- | ------------- | ------ |
| Елена Горохова | Спринт      | 35:04,1   | 7         | +8:56,3   | 69 / 98       |        |
| Елена Горохова | Појединачно | 1.13:33.1 | 14        | +21:26,5  | 68 / 68 (69)  |        |